# Helmut Ballot
Helmut Ballot (* 1. August 1917 in Berlin; † 5. September 1988 in Düsseldorf) war ein deutscher Schriftsteller.

## Leben
Helmut Ballot entstammte einer Hugenottenfamilie. Er wuchs auf in Berlin; nach dem Besuch des Realgymnasiums fuhr er eine Zeitlang als Matrose zur See. Als er diesen Beruf aus gesundheitlichen Gründen aufgeben musste, absolvierte er eine Ausbildung zum Exportkaufmann. Von 1939 bis 1945 nahm er als Soldat der Wehrmacht am Zweiten Weltkrieg teil. Nach seiner Rückkehr aus der Kriegsgefangenschaft war Ballot, der ab 1964 in Düsseldorf lebte, als Kaufmann im Werkzeug- und Großmaschinenhandel tätig. Daneben verfasste er Jugendbücher, meist mit seemännischen Themen. Sein größter Erfolg, die Kriminalgeschichte Das Haus der Krokodile, wurde 1975 als sechsteiliges Fernsehspiel sowie 2012 als Kinderfilm adaptiert.

## Werke
- Unsere Insel. Stuttgart 1952 (unter dem Namen Helmi Ballot).
- Irrlicht am Nadelkap. Recklinghausen 1958.
- Seeschwalbe. Recklinghausen 1961.
- Palle. Recklinghausen 1965.
- Das Haus der Krokodile. Recklinghausen 1971.
- Seeschwalbe Kurs Nordost. Hannover 1976.